# Unwritable
Unwritable é o álbum de estreia da cantora Tika, lançado em 20 de setembro de 2017 pela gravadora YB Music.
O álbum destacou-se pelo repertório totalmente autoral e pelas parcerias de peso, que incluem os cantores Otto, Kika, Rodrigo Campos, João Leão e Romulo Fróes, a compositora Alice Coutinho e o artista plástico Clima.
A banda dos shows foi formada por Pipo Pegoraro e João Deogracias, co-produtores do disco, além de Bruno Marques. A turnê de "Unwritable" percorreu várias cidades no Brasil e em Portugal.

## Lista de faixas
| N.º            | Título                  | Compositor(es)                       | Duração |  |
| 1.             | "Vida"                  | Tika, Rodrigo Campos, Alice Coutinho | 3:07    |  |
| 2.             | "Anoitece"              | Tika, Kika                           | 3:41    |  |
| 3.             | "Haja Amor"             | Tika, Otto                           | 4:10    |  |
| 4.             | "Metade Do Teu Sorriso" | Tika                                 | 3:11    |  |
| 5.             | "Acabou Não Acabou"     | Tika, Alice Coutinho                 | 4:10    |  |
| 6.             | "The Same Again"        | Tika                                 | 3:55    |  |
| 7.             | "Aqui"                  | Tika, Romulo Froes                   | 5:03    |  |
| 8.             | "Unwritable"            | Tika, Kika, João Leão                | 4:13    |  |
| 9.             | "Noite Vai Alta"        | Tika, Clima                          | 5:22    |  |
| Duração total: | Duração total:          | Duração total:                       | 36:51   |  |